# Juanjo Enríquez
Juan José Enríquez Gómez, más conocido como Juanjo, (Madrid), España, 4 de septiembre de 1950 - agosto de 2015) fue un futbolista que jugaba en la posición de central. Tras su retirada entrenó a varios equipos.

## Carrera deportiva
Juanjo era un defensa central contundente que debuta en primera división en las filas de la UD Salamanca en la temporada 74-75. Tras dos temporadas más en tierras salmantinas es fichado por el FC Barcelona en la 77-78 con el que debuta en la primera jornada ante la Real Sociedad (mismo equipo con el que debutó en primera con el conjunto charro) al entrar a falta de 16 minutos por De la Cruz. Esa temporada participa en un toal de 13 partidos de liga con el conjunto entrenado por Rinus Michels. Tras otra temporada más en la Ciudad Condal, firma por el Recreativo de Huelva a comienzos de la 79-80 con el que participa en 31 partidos marcando 3 goles. Su debut al igual que el de Julio Alberto con la camiseta recreativista se produce ante el Nástic en la primera jornada de liga. Posteriormente jugaría en el Atlético Madrid durante tres temporadas (81-84), debutando en liga con el equipo rojiblanco ante el Athletic de Bilbao (19-9-1981) jugando casi 100 partidos de liga. Posteriormente jugó en el CF Lorca Deportiva y en el CD Cieza entre otros, en este último ejerció de cronista de José María García. 
Como entrenador dirigió entre otros al Unión Balompédica Conquense, Granada CF, al Getafe CF y al CF Ciudad de Murcia.